# جوائز الأكاديمية البريطانية للحرف التليفزيونية
جوائز الأكاديمية البريطانية للحرف التليفزيونية (بالإنجليزية: British Academy Television Craft Awards)‏ هي جائزة مقدمة من الأكاديمية البريطانية لفنون السينما والتلفزيون، وهي منظمة خيرية تأسست عام 1947، والتي: «تدعم وتعزز وتطور الأشكال الفنية للصورة المتحركة - الأفلام والتلفزيون وألعاب الفيديو - من خلال تحديد و مكافأة التميز وإلهام الممارسين وإفادة الجمهور.»

## وصلات خارجية
- الموقع الرسمي
- قسم حرفة التلفزيون في قاعدة بيانات جوائز جوائز الأكاديمية البريطانية للحرف التليفزيونية (بالإنجليزية)